# Martin Tamcke
Martin Tamcke (* 22. Juni 1955; † 2. November 2024) war ein deutscher Theologe, Orientalist und Hochschullehrer. Er war Professor für Ökumenische Theologie und Orientalische Kirchen- und Missionsgeschichte an der Georg-August-Universität Göttingen. Zugleich war er Mitbegründer und Direktor des internationalen Erasmus-Mundus-Studienganges Euroculture und des internationalen Masterstudienganges Intercultural Theology. Er gilt als der herausragendste Vertreter der interkulturellen Kirchengeschichte und der Sprachen und Kulturen der christlichen Völker des Mittleren Ostens. Als Präsident stand er zudem dem Beirat des SIMO (Studium im Mittleren Osten) vor, über das jährlich Studierende für ein einjähriges Studium besonders an die Near East School of Theology in Beirut gehen.

## Leben und Wirken
Tamcke studierte von 1975 bis 1981 Evangelische Theologie, Philosophie und Orientalistik in Göttingen. Anschließend war er von 1981 bis 1984 Repetent mit Lehrauftrag für Ostkirchengeschichte an der Theologischen Fakultät der Universität Göttingen und zugleich von 1983 bis 1984 Vikar in Göttingen. Von 1984 bis 1999 war er Pastor der ev.-luth. Landeskirche Hannover in Uelzen. 1985 promovierte Tamcke zum Dr. theol. an der Philipps-Universität Marburg, 1993 erfolgte die Habilitation an derselben Universität. Er war von 1984 bis 1989 Lehrbeauftragter für Ostkirchengeschichte an der Theologischen Fakultät der Universität zu Göttingen. Von 1993 bis 1999 war er Privatdozent für Kirchengeschichte am Missionsseminar Hermannsburg.
Ab 1999 war er Professor für Ökumenische Theologie an der Theologischen Fakultät der Georg-August-Universität zu Göttingen. 2009 wurde ihm von der Theologischen Fakultät der Universität Joensuu der Ehrendoktor verliehen, 2014 der Ehrendoktor der Universität der Åbo Akademi in Turku (Finnland), 2016 der Ehrendoktor der Universität Craiova in Rumänien. Gastprofessuren führten ihn in alle Welt (u. a. Japan, China, Indien, Türkei, Slowakei, Tschechien, Estland, Rumänien, Russland, Schweden, Niederlande, Norwegen, Belgien, Frankreich, Äthiopien, Spanien, Polen, Griechenland, Syrien, Libanon, Iran, Hongkong, Ägypten, Indonesien, Großbritannien, Dänemark, Irland, Kanada, USA, Litauen, Lettland, Georgien, Ukraine, Armenien, Malta, Ungarn, Weißrussland, Österreich, Schweiz, Italien).
Tamcke gab wichtige Impulse zur Vernetzung der Fachwissenschaftler in Deutschland, war lange Jahre der Gründungspräsident der Gesellschaft zum Studium des Christlichen Ostens (GSCO, mehrmals wiedergewählt), war der Gründer des deutschen Syrologentages (Deutsches Syrologiesymposium), der Präsident des deutsch-finnischen Makarios-Symposiums, gehörte dem Board des World Congress of Middle Eastern Studies (WOCMES) an, sowie zahlreichen anderen Wissenschaftsorganisationen. Zudem tat er sich als Herausgeber wichtiger wissenschaftlicher Reihen (Göttinger Orientforschungen, Reihe Syriaca; Studien zur Orientalischen Kirchengeschichte; Orthodoxie, Orient und Europa; Ex Oriente Lux; Mitherausgeber: Studies in the Reception History of the Bible, The Harp, Studies in Euroculture) hervor. Tamcke gehörte zu den Mitbegründern des Centers for Modern Indian Studies an der Georg-August-Universität Göttingen und des Zentrums für die Kulturen Europas und des Mittelmeerraumes in der Antike (langjährig stellvertretender Direktor) und war Mitglied im Göttingen International Health Network (GIHN).
Der syrische und der armenische Kulturraum standen in besonderer Weise im Mittelpunkt des wissenschaftlichen Schaffens Tamcke. Daneben arbeitete er intensiv mit russischen Partneruniversitäten und zu russischen Themen. Wiederholt nutzte er die biographische Form, um wissenschaftlich Neuland zu erschließen (er schrieb die erste Arbeit zu einem vorislamischen Katholikos-Patriarchen, verfasste eine Darstellung des Henry von Heiseler (1875–1925) sowie die erste wissenschaftliche Untersuchung zu einem Augenzeugen des Völkermords an den Armeniern, schrieb ein Werk zu den religiösen Anschauungen Tolstois und legte ein Buch zu einem syro-iranischen Studierenden an deutschen Hochschulen im 19. Jahrhundert vor, eine erste umfassende Biographie zu der ersten Generation iranischer Studierender in Deutschland). Standardwerke zum orthodoxen Christentum und zur orthodoxen Spiritualität zeigten ihn auch außerhalb des Orients als fachkundigen Spezialisten. Zahlreiche Editionen (etwa zu Filaret von Moskaus Katechismus oder zu den Tagebüchern der Herrnhuter in Ägypten), wichtige Werke zur Missionsgeschichte des Orients und zur interreligiösen Koexistenz runden sein Werk ab und zeigen ihn als den wohl fruchtbarsten deutschen Wissenschaftler auf dem Feld des Christlichen Orients. Angesichts der Kriege und politischen Spannungen im Nahen Ostern rief er zahlreiche Initiativen ins Leben, die auch praktisch etwa Hilfsmaßnahmen zum Gegenstand hatten, oder initiierte Gespräche der betroffenen Ethnien. Übersetzungen von Arbeiten Tamckes liegen in zahlreichen Sprachen vor (Russisch, Rumänisch, Arabisch, Estnisch, Ungarisch, Slowakisch, Englisch, Französisch, Syrisch, Türkisch).

## Veröffentlichungen (Auswahl)
- »Ich bin ein halber Russe«. Henry von Heiseler (1875–1925) und seine russische Teilidentität, ISBN 978-3-8469-0277-6, Göttingen 2020
- Indienkunde an der Theologischen Fakultät in Göttingen: Der Missionswissenschaftler Paul Gäbler (1901–1972). In: Inge Mager (Hrsg.): Überliefern – Erforschen – Weitergeben. Festschrift für Hans Otte zum 65. Geburtstag. Jahrbuch der Gesellschaft für niedersächsische Kirchengeschichte, 113. Band, Hannover 2015, S. 329–341.
- Tolstojs Religion. Eine spirituelle Biographie, ISBN 978-3-458-17483-7, Berlin 2010.
- Die Christen vom Tur Abdin. Hinführung zur Syrisch-Orthodoxen Kirche, ISBN 978-3-87476-580-0, Frankfurt 2009.
- Das Herzensgebet und Geistliche Begleitung. Impulse aus der Wüste, Wennigsen 2008.
- Christliche Gotteslehre im Orient seit dem Aufkommen des Islams bis zur Gegenwart, Beirut 2008.
- Im Geist des Ostens leben. Orthodoxe Spiritualität und ihre Aufnahme im Westen. Frankfurt und Leipzig 2008.
- Christen in der islamischen Welt. Von Mohammed bis zur Gegenwart, München 2008.
- Christians and Muslims in Dialogue in the Islamic Orient of the Middle Ages, Beirut 2007.
- Das orthodoxe Christentum, München 2004, 2. Auflage 2007.
- Achtsamkeit in jedem Atemzug: Einführung in die ostkirchliche Spiritualität, Kevelaer 2007.
- „Dich, Ararat, vergesse ich nie!“ Neue Beiträge zum Schicksal Armeniens und der Armenier, Berlin 2006.
- Koexistenz und Konfrontation. Beiträge zur jüngeren Geschichte und Gegenwartslage der orientalischen Christen, Hamburg 2003.
- Orient am Scheideweg, Hamburg 2003.
- Daheim und in der Fremde. Beiträge zur jüngeren Geschichte und Gegenwartslage der orientalischen Christen, Hamburg 2002.
- Armut als Ideal. Verein Historisches Uelzen, Uelzen 2001.
- Orientalische Christen zwischen Repression und Migration, Beiträge zur jüngeren Geschichte und Gegenwartslage, Hamburg 2001.
- Ephraem der Syrer, Einführung in Leben und Werk, Göttingen 2000, 2. Auflage 2001.
- Armin T. Wegner und die Armenier: Anspruch und Wirklichkeit eines Augenzeugen, Göttingen 1993, 2. Auflage Hamburg 1996.
- Die reformatorischen Impulse zu Bildung und Glaube bei Herzog Ernst und im Uelzen seiner Zeit, Verein Historisches Uelzen, Uelzen 1977.

## Schriften
- Martin Tamcke verfasste zudem zahlreiche Artikel im Biographisch-Bibliographischen Kirchenlexikon (BBKL).